# Чжан Чжилэй
Чжан Чжилэ́й (кит. упр. 张志磊, пиньинь Zhāng Zhìlěi; род. 2 мая 1983) — китайский боксёр-профессионал, выступающий в тяжёлой весовой категории. Серебряный призёр Олимпийских игр (2008), двукратный бронзовый призёр чемпионата мира (2007, 2009), чемпион Азиатских игр (2010), чемпион (2009) и трёхкратный призёр чемпионата Азии (2004, 2007, 2011) в любителях. Среди профессионалов бывший временный чемпион мира по версии WBO (2023—2024), бывший чемпион Азии и Океании по версии WBO Oriental (2017—2020) в тяжёлом весе.
Лучшая позиция по рейтингу BoxRec — 7-я (март 2024) и является 1-м среди китайских боксёров тяжёлой весовой категории, а по рейтингам основных международных боксёрских организаций занимает: 3-ю строчку рейтинга WBC, 8-ю строчку WBA, 1-ю строчку WBO, — входя в ТОП-10 лучших тяжеловесов всего мира.

## Биография
Чжан Чжилэй родился в 1983 году в уезде Шэньцю, что в Чжоукоу провинции Хэнань.

## Любительская карьера
В 2001 году он занял 3-е место на 9-й Спартакиаде народов КНР в весовой категории свыше 91 кг. В 2003 году Чжан Чжилэй стал чемпионом КНР, в 2004-м — бронзовым призёром Чемпионата Азии и серебряным призёром Универсиады. В 2005 году он стал чемпионом 10-й Спартакиады народов КНР, в 2007-м завоевал бронзовую медаль чемпионата мира.
В 2008 году стал серебряным призёром Олимпийских игр в Пекине проиграв в финале итальянцу Роберто Каммарелле. В 2009 году он вновь завоевал бронзовую медаль чемпионата мира, а также стал чемпионом Азии.
В августе 2012 года в четвертьфинале боксёрского турнира Олимпийских игр в Лондоне проиграл по очкам (11-15) в конкурентном бою британцу Энтони Джошуа, который в итоге стал чемпионом Олимпиады.

## Профессиональная карьера

### 2014—2018
На профессиональном ринге Чжилэй дебютировал в августе 2014 года, в городе Фаллон, (Невада, США) нокаутировав американского джорнимена Кёртиса Ли Тейта (7-4). Чжилэй затратил на первый поединок всего 17 секунд – с учётом счёта и отмашки рефери. Тэйт был нокаутирован прямым ударом слева.
Провел 8 победных боев из которых в 3 победил по очкам и в 5 смог закончить бой досрочно.
11 июня 2016 года в 10-м профессиональном бою смог досрочно победить крепкого и умелого американского джорнимена Террела Джамал Вудса.
Провел три малозначительных боя, одержав победу во всех трёх.

#### Бой с Питером Грэмом
21 января 2017 года нокаутировал в 1-м раунде известного австралийца Питера Грэма, таким образом завоевав региональный титул чемпиона по версии WBO Orietal в супертяжёлом весе. Бой против австралийца закончился за две секунды до конца 1-го раунда — оппонент китайца за это время дважды побывал на настиле ринга.

#### Бой с Кёртисом Харпером
26 мая 2017 года в городе Бока - Ратом (штат Флорида, США) победил техническим нокаутом в первом раунде американца Кёртиса Харпера, который в своём последнем бою создал очень много проблем Крису Арреоле, проиграв близким решением.

#### Бой с Хэйнсвортом
29 сентября 2018 года в Китае нокаутировал в 3-м раунде малоизвестного Дона Хэйнсворта. После вялого начала боя хозяин ринга начал избивать противника в конце 1-го раунда, продолжил это дело во 2-м, а когда то же самое безответно продлилось и в 3-м, рефери дал отмашку. ТКО 3.

### 2019 — настоящее время
В апреле 2019 года подписал контракт на сотрудничество с британским промоутером Эдди Хирном и его промоутерской организацией Matchroom Boxing. Вместе с Чжилэем был подписан американец Майкл Хантер.

#### Бой с Андреем Руденко
30 ноября 2019 года Монте-Карло (Монако) в рамках шоу Эдди Хирна (Matchroom Boxing) выиграл 10-раундовый поединок за титул чемпиона по версии WBO Oriental у опытного украинского джорнимена Андрея Руденко. Несмотря на существенное превосходство в габаритах и тот факт, что изначально соперником китайского гиганта должен был стать 32-летний россиянин Сергей Кузьмин, о замене которого на Руденко стало известно лишь в начале недели, Чжилэй не смог продемонстрировать, за счёт чего он собирается конкурировать с топами дивизиона. Бой проходил без явного превосходства одного из боксёров, которые попеременно действовали первым номером. Чжан попадал чище и чаще, постоянно перехватывая атаки украинца. Андрей полагался на двойки, дополняя их боковыми, и в основном беспокоил блок китайца, но также время от времени укладывал удары в цель. В пятом раунде китайскому гиганту удалось потрясти Руденко затяжной серией у канатов по этажам, но успех он не развил, предпочтя взять паузу. В седьмой трёхминутке украинец отчасти вернул должок, активно наступая и перебивая оппонента. Ещё одно потрясение соперника Чжан записал на счёт в финальном десятом раунде, но снова предпочёл не расходовать силы понапрасну и на тихой волне довёл дело до победы по очкам комфортным решением судей: 99—91, 98—92, 97—93.

#### Бой с Девином Варгасом
7 ноября 2019 года в Голливуде, (США) Чжилэи уверенно побил 38-летнего американского гейткипера Девина Варгаса который в последних пяти боях имел три победы и два поражения, одно из них нокаутом Энди Руизу мл. Левша Чжилэи уверенно держал андердога на джебе. Тот преимущественно думал о защите, успевая при этом жаловаться рефери на удары по затылку. В 4-м раунде Варгас зевнул левый прямой, после чего распластался на канвасе ринга. Победа нокаутом в 4-м раунде.

#### Бой с Джерри Форрестом
Бой прошёл 27 февраля 2021 года на Hard Rock Stadium в Майами в андеркарде поединка Сауль Альварес — Авни Йылдырым. Соперником стал умелый 33-летний джорнимэн Джерри Форрест. Несмотря на хорошее начало боя для Чжилэя который отправил оппонента в нокдаун в каждом из первых трёх раундов, однако американец сумел перехватить инициативу. В девятом раунде китайский боксер был наказан за удерживание и висение на сопернике, а в десятом Форрест был близок к тому, чтобы отправить соперника в нокдаун. В итоге судьи выставили ничейный счёт большинством голосов: 95—93 (Форрест) и 93—93 (дважды). После боя китайский спортсмен оказался в госпитале ввиду подозрения на анемию и обезвоживание.

#### Бой с Крэйгом Льюисом
27 ноября 2021 года Madison Square Garden Theater, Нью-Йорк, (США) справился с местным гейткипером Крэйгом Льюисом. Во втором раунде Чжилэи уронил Льюиса. Тот неожиданно поднялся на ноги. В этой же трёхминутке андердог вновь побывал на полу, после чего рефери остановил бой.

#### Бой с Скоттом Александером
7 мая 2022 года T-Mobile Arena, Лас-Вегас, США. Чжилэи нокаутировал позднюю замену в лице 33-летнего крепкого джорнимэна Скотта Александера (16-4-2). Это было первое досрочное поражение андердога. Левша Чжилэи занял центр ринга, неспешно готовил атаки, заходил за переднюю руку Александера, загонял в угол ринга и к канатам. Уже в стартовом раунде у фаворита прошёл левый прямой, которым он и нокаутировал американца. Изначально соперником китайского боксера должен был стать Филипп Хргович и статус боя должен был быть элиминатор IBF. Но хорват травмировался. Бой был перенесён.

#### Бой с Филипом Хрговичем
20 августа 2022 года в Джидде (Саудовская Аравия), состоялся перенесённый поединок. Бой был конкурентным, близким и закончился спорным решением судей. После случайного нокдауна в первом раунде Хргович захватил инициативу, однако Чжану быстро удалось выровнять поединок, и шестой раунд получился для хорватского боксера очень тяжёлым. В дальнейшем был примерно равным, хотя Чжан из-за усталости был пассивен в заключительном раунде. По итогам 12 раундов единогласным решением судей (счёт: 113—114, 112—115 дважды) проиграл хорвату Филипу Хрговичу (14-0), в бою за статус обязательного претендента на титул чемпиона мира по версии IBF в тяжёлом весе.

#### Бой с Джо Джойсом
Победил техническим нокаутом в шестом раунде британца Джо Джойса в поединке, который прошёл 15 апреля 2023 года в Лондоне. 37-летний обладатель временного титула WBO Джойс вышел на это бой в качестве явного фаворита, однако Жанг сразу захватил преимущество и уже во втором раунде сумел провести несколько опасных атак. Джойс пытался переломить ход встречи, однако Чжилэй продолжал доносить до цели свои тяжёлые попадания. В шестом раунде доктор посоветовал рефери Говарду Фостеру остановить бой и отдать победу Чжилэя техническим нокаутом остановить бой из-за гематомы, которая закрыла практически весь глаз Джойса. Джойс с запасом перебил соперника по общему числу ударов (464-180) и чуть точнее (85-82). При этом если джебов в цель у Джо зашло больше (25-4), то по силовым впереди оказался уже Чжилэй (78-60).

#### Реванш с Джо Джойсом
37-летний Джойс решил воспользоваться опцией на матч-реванш и в начале мая официально подтвердил, что следующий бой будет с китайским боксером. Оба бойца сейчас сотрудничают с британским промоутером Фрэнком Уорреном и согласовать реванш не составило проблемы. Накануне боя бойцы прошли процедуру взвешивания. Перед первым боем в апреле этого года, завершившимся неожиданной досрочной победой Чжилэя в 6-м раунде, Чжилэй перевесил Джойса ровно на 10 кг (126,1 — 116,1). На этот раз разница оказалась существенно меньше: 127,55 кг у Джойса и 130,27 кг у Чжилэя. Отметим, что для обоих это самый большой вес в карьере. Поединок прошёл в Лондоне 23 сентября 2023 года и начался с неспешной разведки в стартовой трёхминутке, Чжилэй перешёл к активным действиям и начал раз за разом доносить до цели акцентированные двойки. Джойс выглядел заторможенным и беспомощным против атак левши. Развязка, которая уже читалась по ходу второго раунда, не заставила себя долго ждать и наступила в 3-м – Чжан встретил британца левым хуком и тут же добавил хук правой, отправивший Джойса на канвас. Восстановиться в положенное время Джо не смог и рефери благоразумно остановил бой.

#### Бой с Джозефом Паркером
8 марта 2024 года в Саудовской Аравии вышел на бой против экс-чемпиона в тяжёлом весе Джозефа Паркера. Главным событием этого шоу был бой между Энтони Джошуа и Франсисом Нганну. Традиционно медленный Чжилэй сделал ставку на более мощный удар и силовое превосходство понимая что не сможет конкурировать в скорости и мобильности. Первые три раунда китайский боец хорошо резал углы и давил оппонента. Завершилось это весомым преимуществом в виде нокдауна в 3-м раунде прямы ударом слева. С 4-го раунда Паркер приспособился и начал перебивать более возрастного оппонента: он был быстрее на ногах, наносил больше ударов и чаще попадал. После второй половины боя лишь 8-й раунд можно однозначно отдать Чжилэйю. Он потряс Паркера и рефери отсчитал нокдаун. Концовка полностью осталась за новозеландцем. По итогу 12 раундов судьи дали раздельное решение в пользу Паркера: 115—111 и 114—112, а третий увидел ничейный счёт 113—113. Compubox обнародовал статистику ударов: новозеландец превзошёл Чжана по общему числу точных попаданий (101-75). У Чжилэя прошло больше джебов (35-22), но Паркер значительно чаще попадал в цель силовыми (79-40). Джозеф Паркер стал новым временным чемпионом WBO. Паркер пообещал дать реванш Чжану который был прописан в договоре.

#### Бой с Деонтеем Уайлдером
Несмотря на наличие пункта о реванше с Паркером принял предложение выступить в андеркарде боя Дмитрий Бивол – Малик Зинад 1 июня 2024 года в Эр-Рияде. Встретился с экс-чемпионом мира по версии WBC американцем Деонтеем Уайлдером. Бой двух бьющих панчеров начался неспешно и без обострений. Более тяжёлый (Чжан - 128 кг, Уайлдер 97.3 кг.) китаец забрал середину ринга и начал поддавливать американского боксера. Уайлдер активно работал джебом изредко не точно кидая правую. Во второй трёхминутке бойцы зарубились в паре эпизодов на средней дистанции когда Чжан смог поймать Уальдера в углу. Третий и четвёртый раунд так же прошли при позиционном преимуществе Чжилэя: он давил, больше выбрасывал ударов и редкие попадания были чаще за ним. Пятый раунд стал последним - Уайлдер смог активизироваться, стал острее атаковать, но пропустил правый на правый, и был добит коротким боковым. Уайлдер успел встать до окончания отсчета, но рефери оценив состояние прекратил бой.

#### Бой с Агитом Кабаелом
В середине ноября Агит Кабайел и Чжан Чжилэй поочередно отказались от отборочного боя по линии IBF с Мартином Баколе. Вместо этого боя боксеры решили провести бой друг с другом за временный пояс WBC. Поединок состоялся 22 февраля 2025 года в супервечере в Саудовской Аравии. Первый раунд остался за Чжаном он активно давил и обрезал углы Агиту заставляя много отрабатывать на ногах. Со второго раунда Кабайел включил свои фирменные удары в корпус. Он настолько хорошо действовал на удобной ближней дистанции обрабатывая корпус китайца что в корпус проходили целые серии. Бой начал складываться под диктовку немца который сковал соперника ударами в корпус. В 5-м раунде Чжилэй поймал оппонента левым боковым, но добить не смог по итогу прилично пропустив в ответ. В 6-м раунде удары по туловищу от Агита принесли реальную пользу - китайский ветеран взял колено и не смог подняться для продолжения. КО6 

## Статистика профессиональных боёв
В таблице перечислены результаты всех поединков боксёров.
В каждой строке указан результат поединка. Дополнительно номер поединка обозначен цветом, который обозначает итог поединка. Расшифровка обозначений и цветов представлена в нижеследующей таблице.
| Пример | Расшифровка                     |
| ------ | ------------------------------- |
|        | Победа                          |
|        | Ничья                           |
|        | Поражение                       |
|        | Планируемый поединок            |
|        | Поединок признан несостоявшимся |
| КО     | Нокаут                          |
| ТКО    | Технический нокаут              |
| PTS    | Решение судей (по очкам)        |
| UD     | Единогласное решение судей      |
| MD     | Решение большинства судей       |
| SD     | Раздельное решение судей        |
| RTD    | Отказ от продолжения боя        |
| DQ     | Дисквалификация                 |
| NC     | Поединок признан несостоявшимся |

| 31 поединок, 27 побед (22 нокаутом), 1 ничья, 3 поражения. | 31 поединок, 27 побед (22 нокаутом), 1 ничья, 3 поражения. | 31 поединок, 27 побед (22 нокаутом), 1 ничья, 3 поражения. | 31 поединок, 27 побед (22 нокаутом), 1 ничья, 3 поражения. | 31 поединок, 27 побед (22 нокаутом), 1 ничья, 3 поражения. | 31 поединок, 27 побед (22 нокаутом), 1 ничья, 3 поражения. | 31 поединок, 27 побед (22 нокаутом), 1 ничья, 3 поражения. |
| Бой                                                        | Рекорд                                                     | Дата боя                                                   | Соперник                                                   | Место проведения боя                                       | Результат                                                  | Дополнительно |
| ---------------------------------------------------------- | ---------------------------------------------------------- | ---------------------------------------------------------- | ---------------------------------------------------------- | ---------------------------------------------------------- | ---------------------------------------------------------- | --- |
| 31                                                         | 27-3-1                                                     | 22 февраля 2025                                            | Агит Кабайел (25-0)                                        | Kingdom Arena, Эр-Рияд, Саудовская Аравия                  | KO 6 (12), 2:29                                            | Бой за вакантный титул временного чемпиона мира по версии WBC. Кабайель в нокдауне в 5 раунде                                                                         |
| 30                                                         | 27-2-1                                                     | 1 июня 2024                                                | Деонтей Уайлдер (43-3-1)                                   | Kingdom Arena, Эр-Рияд, Саудовская Аравия                  | TKO 5 (12)                                                 | |
| 29                                                         | 26-2-1                                                     | 8 марта 2024                                               | Джозеф Паркер (34-3)                                       | Kingdom Arena, Эр-Рияд, Саудовская Аравия                  | MD 12                                                      | Бой за титул временного чемпиона мира по версии WBO (2-я защита Чжилэя) в тяжёлом весе. Счёт судей 113:113, 114:112, 115:111. Паркер в двух нокдаунах в 3 и 8 раундах |
| 28                                                         | 26-1-1                                                     | 23 сентября 2023                                           | Джозеф Джойс (2) (15-1)                                    | Уэмбли Арена, Уэмбли, Лондон, Великобритания               | KO 3 (12), 3:07                                            | Защитил титул временного чемпиона мира по версии WBO (1-я защита Чжилэя) в тяжёлом весе.                                                                              |
| 27                                                         | 25-1-1                                                     | 15 апреля 2023                                             | Джозеф Джойс (15-0)                                        | Коппер-Бокс, Лондон, Великобритания                        | TKO 6 (12), 1:23                                           | Завоевал титул временного чемпиона мира по версии WBO (1-я защита Джойса) в тяжёлом весе.                                                                             |
| 26                                                         | 24-1-1                                                     | 20 августа 2022                                            | Филип Хргович (14-0)                                       | Король Абдалла Спортс Сити, Джидда, Саудовская Аравия      | UD 12                                                      | Счёт: 113-114, 112-115 (дважды). Бой за статус обязательного претендента на титул чемпиона мира по версии IBF в тяжёлом весе.                                         |
| 25                                                         | 24-0-1                                                     | 7 мая 2022                                                 | Скотт Александер (16-4-2)                                  | Ти-Мобайл Арена, Лас-Вегас, Невада, США                    | KO 1 (10), 1:54                                            | |
| 24                                                         | 23-0-1                                                     | 27 ноября 2021                                             | Крейг Льюис (14-4-1)                                       | Мэдисон-сквер-гарден, Манхэттен, Нью-Йорк, США             | TKO 2 (8), 2:10                                            | |
| 23                                                         | 22-0-1                                                     | 27 февраля 2021                                            | Джерри Форрест (26-4)                                      | Хард Рок-стэдиум, Майами, Флорида, США                     | MD 10                                                      | Счёт: 93-95, 93-93 (дважды). Форрест побывал в нокдаунах в 1,2,3 раундах. В 9 раунде с Чжилэйя снято очков за удержание                                               |
| 22                                                         | 22-0                                                       | 7 ноября 2020                                              | Девин Варгас (22-6)                                        | Seminole Hard Rock Hotel & Casino, Холливуд, Флорида, США  | KO 4 (10), 0:49                                            | |
| 21                                                         | 21-0                                                       | 30 ноября 2019                                             | Андрей Руденко (32-4)                                      | Монте-Карло, Монако                                        | UD 10                                                      | Счёт: 99-91, 98-92, 97-93. Защитил титул чемпиона по версии WBO Oriental (2-я защита Чжилэя) в тяжёлом весе.                                                          |
| 20                                                         | 20-0                                                       | 28 сентября 2018                                           | Дон Хейнсуорт (15-2-1)                                     | Чанша, КНР                                                 | TKO 3 (10), 1:48                                           | Защитил титул чемпиона по версии WBO Oriental (1-я защита Чжилэя) в тяжёлом весе.                                                                                     |
| 19                                                         | 19-0                                                       | 20 июля 2018                                               | Ойген Бухмюллер (11-2)                                     | WinnaVegas Casino Resort, Слоун, Айова, США                | KO 1 (10), 1:03                                            | |
| 18                                                         | 18-0                                                       | 23 сентября 2017                                           | Байрон Полли (30-21-1)                                     | Парк-Сити, Канзас, США                                     | TKO 1 (10), 2:28                                           | |
| 17                                                         | 17-0                                                       | 5 августа 2017                                             | Ник Гивас (13-7-2)                                         | Атлантик-Сити, Нью-Джерси, США                             | TKO 1 (10), 2:43                                           | |
| 16                                                         | 16-0                                                       | 26 мая 2017                                                | Кёртис Харпер (12-4)                                       | Бока-Ратон, Флорида, США                                   | TKO 1 (8), 2:34                                            | |
| 15                                                         | 15-0                                                       | 29 апреля 2017                                             | Марк Браун (15-5)                                          | Шарлотт, Северная Каролина, США                            | KO 1 (8), 2:03                                             | |
| 14                                                         | 14-0                                                       | 21 января 2017                                             | Питер Грэм (11-3-1)                                        | Шицзячжуан, КНР                                            | KO 1 (12), 2:58                                            | Завоевал вакантный титул чемпиона по версии WBO Oriental в тяжёлом весе.Грэм два раза в 1 нокдуне.                                                                    |
| 13                                                         | 13-0                                                       | 7 августа 2016                                             | Гален Браун (44-35-1)                                      | Квинси, Массачусетс, США                                   | TKO 2 (6), 1:50                                            | |
| 12                                                         | 12-0                                                       | 11 апреля 2016                                             | Гогита Горгиладзе (32-13)                                  | Вэньчжоу, КНР                                              | TKO 1 (8), 1:17                                            | |
| Бой                                                        | Рекорд                                                     | Дата боя                                                   | Соперник                                                   | Место проведения боя                                       | Результат                                                  | Дополнительно |